# Francesco Paolo Sisto
Francesco Paolo Sisto (Bari, 27 aprile 1955) è un politico italiano.
Dal 13 ottobre 2022 senatore della Repubblica per Forza Italia e dal 2 novembre 2022 viceministro della giustizia nel governo Meloni, è stato deputato alla Camera dal 29 aprile 2008 al 13 ottobre 2022, ricoprendo vari incarichi parlamentari, e sottosegretario di Stato al Ministero della giustizia dal 1º marzo 2021 al 22 ottobre 2022 nel governo Draghi.

## Biografia
Nato a Bari, figlio dell'avvocato penalista barese Eustachio Sisto, si è laureato in giurisprudenza presso l'Università degli Studi di Bari nel 1978, discutendo una tesi in diritto penale con il professor Renato Dell'Andro, del quale è stato in seguito collaboratore per la didattica e la ricerca universitaria.
Procuratore legale dal 1981 e avvocato dal 1987 presso lo studio legale del padre, dopo una breve esperienza di professore a contratto presso la facoltà di economia dell'Università di Bari, dal 1994 è professore a contratto di salute e sicurezza sul lavoro presso il Politecnico di Bari e dal 1995 avvocato cassazionista.
È stato difensore legale di Silvio Berlusconi durante il processo escort a Bari e consulente della Commissione parlamentare antimafia nella XIV legislatura, nominato nel 2004.

## Attività politica

### Elezione a deputato
Alle elezioni politiche del 2008 viene candidato alla Camera dei deputati, tra le liste de Il Popolo della Libertà (lista elettorale che univa principalmente Forza Italia e Alleanza Nazionale) nella circoscrizione Puglia in ventitreesima posizione, venendo eletto deputato. Nella XVI legislatura della Repubblica è stato segretario prima e vicepresidente poi della Giunta per le autorizzazioni, componente della 2ª Commissione Giustizia, del Comitato parlamentare per i procedimenti di accusa e della Commissione parlamentare antimafia.

### Rielezione alla Camera
Alle elezioni politiche del 2013 viene ricandidato alla Camera, tra le liste del PdL nella medesima circoscrizione in quarta posizione, venendo riconfermato deputato. Nel corso della XVII legislatura ha fatto parte della Commissione parlamentare d'inchiesta sul rapimento e sulla morte di Aldo Moro e della 1ª Commissione Affari costituzionali, della Presidenza del consiglio e interni della Camera, prima come presidente della Commissione dal 7 maggio 2013 al 20 luglio 2015 e poi come capogruppo di Forza Italia nella Commissione dal 10 dicembre 2015 al 22 marzo 2018, oltre ad aiutare a scrivere, come relatore della maggioranza, la legge elettorale Italicum e la parte della riforma costituzionale riguardante il Senato dopo il patto del Nazareno tra Silvio Berlusconi e il Partito Democratico di Matteo Renzi, dimessosi il 10 febbraio 2015 a seguito della rottura del patto.
Il 16 novembre 2013, con la sospensione delle attività del PdL, aderisce alla rinascita di Forza Italia attuata da Berlusconi.
A novembre 2015 viene proposto da Forza Italia come giudice della Corte costituzione, ma non riesce a raggiungere il quorum richiesto (571 voti) fermandosi a 511 voti, nonostante l’intesa tra Forza Italia, Partito Democratico e Area Popolare, a causa dei franchi tiratori.

### Capogruppo nella Commissione Affari costituzionali
Alle elezioni politiche del 2018 viene ricandidato alla Camera, tra le liste di Forza Italia nel collegio plurinominale Puglia - 01, venendo rieletto deputato. Nella XVII legislatura della Repubblica è stato membro e capogruppo di Forza Italia nella 1ª Commissione Affari costituzionali, della Presidenza del consiglio e interni, componente della Giunta per il regolamento, del Comitato parlamentare per i procedimenti di accusa, della Giunta per le autorizzazioni e presidente della Commissione giurisdizionale per il personale dal 2018 al 2021.
Nell'agosto 2020, a poche settimane dal l referendum costituzionale sulla riduzione del numero dei parlamentari legato alla riforma avviata dal governo Conte I guidato dalla Lega assieme al Movimento 5 Stelle e concluso dal governo Conte II guidato dalla coalizione tra M5S e Partito Democratico, Sisto annuncia il suo voto contrario.

### Sottosegretario e Viceministro della giustizia
Il 25 febbraio 2021 viene indicato dal Consiglio dei Ministri come sottosegretario di Stato al Ministero della giustizia nel governo Draghi, entrando in carica dal 1º marzo.
Alle elezioni politiche anticipate del 2022 viene candidato al Senato della Repubblica nel collegio uninominale Puglia - 02 (Andria), sostenuto dalla coalizione di centro-destra in quota forzista, dove viene eletto senatore con il 43,51% dei voti contro i candidati del Movimento 5 Stelle Michele Coratella (26,03%) e del centro-sinistra, in quota Europa Verde, Domenico Lomelo (20,98%). Nella XIX legislatura è componente della 1ª Commissione Affari Costituzionali, sostituito da Mario Occhiuto.
Con la vittoria del centro-destra alle politiche del 2022 e la seguente nascita del governo presieduto da Giorgia Meloni, il 31 ottobre 2022 viene indicato dal Consiglio dei Ministri come viceministro della giustizia nel governo Meloni, entrando in carica dal 2 novembre e affiancando il ministro Carlo Nordio.
Il 14 gennaio 2024 viene eletto coordinatore cittadino di Forza Italia a Bari durante un congresso presieduto da Maurizio Gasparri, dove Sisto prefissa gli obiettivi per le elezioni amministrative del 2024 a Bari e regionali in Puglia del 2025.